# Paolo Gazelli di Rossana
Giuseppe Tomaso Luigi Paolo Gazelli, conte di Rossana (Torino, 19 settembre 1782 – Torino, 11 febbraio 1844) è stato un nobile e politico italiano, sindaco di Torino nel 1841.

## Biografia

### Infanzia
Era figlio di Luigi Gazelli di Rossana (nominato conte da Carlo Emanuele III di Savoia nel 1772) e Teresa Scarampi.

### Matrimonio
Sposò Giuseppa Brucco di Ceresole. 

### Carriera
Fu ufficiale in cavalleria, decurione e sindaco di prima classe di Torino, maggiordomo del Duca di Genova e cavaliere dell'ordine Mauriziano.
Nel 1840 divenne proprietario del palazzo di Asti che ora ha il nome della sua famiglia.
Una sua trisnipote sarà la regina del Belgio Paola Ruffo di Calabria.